# خولنجان نجيلي
خولنجان نجيلي (الاسم العلمي:Alpinia graminea) هو نوع من النباتات يتبع جنس الخولنجان من فصيلة الزنجبيلية.